# Viscount of Kenmure

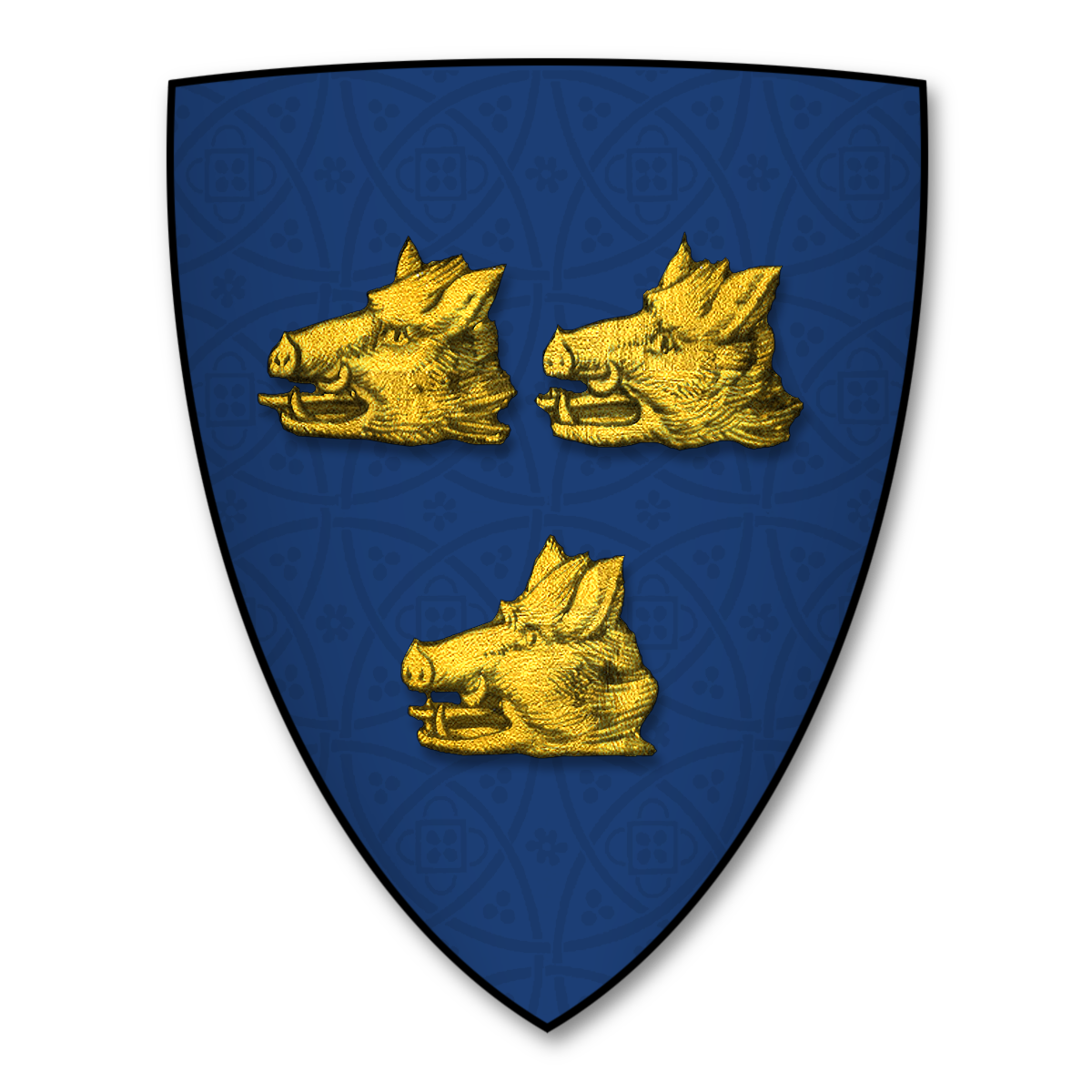
Familienwappen der Viscounts of Kenmure

Viscount of Kenmure war ein erblicher britischer Adelstitel in der Peerage of Scotland.
Familiensitz der Viscounts war Kenmure Castle in Kirkcudbrightshire.

## Verleihung und Geschichte des Titels
Der Titel wurde am 8. Mai 1633 von König Karl I. an Sir John Gordon, 2. Baronet verliehen. Zusammen mit der Viscountwürde wurde ihm er nachgeordnete Titel Lord Lochinvar verliehen. Beide Titel wurden mit dem besonderen Zusatz verliehen, dass sie in Ermangelung männlicher Nachkommen auch an den nächsten männlichen Erben, der den Namen und das Wappen der Familie Gordon führe, vererbbar sei. Bereits 1628 hatte er von seinem Vater, Sir Robert Gordon, 1. Baronet (um 1565–1628), den Titel Baronet, of Lochinvar in the Stewartry of Kirkcudbright, geerbt, der diesem am 1. Mai 1626 in der Baronetage of Nova Scotia verliehen worden war.
Als 1639 der 2. Viscount, der einzige Sohn des 1. Viscount, kinderlos starb, erlosch die Baronetcy, während die Viscountcy und die Lordship aufgrund der besonderen Erbregelung an dessen Onkel zweiten Grades als 3. Viscount fielen. Als auch dieser 1643 kinderlos starb, folgte ihm sein Bruder als 4. Viscount. Als auch dieser 1663 kinderlos starb, fielen die Titel an dessen Neffen dritten Grades als 5. Viscount. Dessen Sohn, der 6. Viscount, wurde beschuldigt, sich am Jakobitenaufstand von 1715 beteiligt zu haben und wurde dafür im Februar 1716 wegen Hochverrats vom Parlament geächtet und hingerichtet, womit seine Titel verwirkt waren. Sein Enkel, der Unterhausabgeordnete John Gordon, erwirkte am 17. Juni 1824, dass die Ächtung von 1716 widerrufen und die Titel rückwirkend wiederhergestellt wurden. Als er 1840 kinderlos starb, beerbte ihn sein Neffe als 11. Viscount und seit dessen kinderlosem Tod am 1. September 1847 ruhen die Titel, da es bislang keinem seiner Verwandten gelang, seinen Titelanspruch wirksam beim House of Lords nachzuweisen.

## Liste der Viscounts of Kenmure (1633)
- John Gordon, 1. Viscount of Kenmure (1599–1634)
- John Gordon, 2. Viscount of Kenmure († 1639)
- John Gordon, 3. Viscount of Kenmure (1620–1643)
- Robert Gordon, 4. Viscount of Kenmure (1622–1663)
- Alexander Gordon, 5. Viscount of Kenmure († 1698)
- William Gordon, 6. Viscount of Kenmure († 1716) (Titel verwirkt 1715)
- Robert Gordon, de iure 7. Viscount of Kenmure (1714–1741)
- John Gordon, de iure 8. Viscount of Kenmure (1713–1769)
- William Gordon, de iure 9. Viscount of Kenmure (um 1748–1772)
- John Gordon, 10. Viscount of Kenmure (1750–1840) (Titel wiederhergestellt 1824)
- Adam Gordon, 11. Viscount of Kenmure († 1847) (Titel ruht 1847)